# Giorgio I di Württemberg-Mömpelgard
Giorgio I di Württemberg-Mömpelgard (Bad Urach, 4 febbraio 1498 – Kirkel, 17 luglio 1558) è stato un nobile tedesco, membro della famiglia sovrana del Württemberg.
Era figlio di Enrico di Württemberg e di sua moglie, Eva di Salm.

## Biografia
Giorgio nacque nel 1498 a Bad Urach da Enrico di Württemberg e da sua moglie Eva di Salm.
Nel 1514, ricevette in eredità la contea di Harburg, la città di Riquewihr e Castello di Bilstein. Nel 1519, suo fratello maggiore, il duca Ulrico di Württemberg fu deposto ed esiliato da Württemberg. Giorgio, cercando di aiutarlo militarmente, fu costretto ad andare in esilio a Strasburgo. Il 2 settembre 1526, Ulrico gli cedette la Contea di Montbéliard.
Nel 1531, Giorgio aderì nella protestante Lega di Smalcalda contro l'imperatore Carlo V. Con l'aiuto del langravio Filippo I d'Assia, suo futuro suocero e di suo fratello Ulrico voleva riconquistare il potere nel ducato di Württemberg. Ulrico riottenne la Contea di Montbéliard e nel 1542, nominò suo figlio Cristoforo conte.
Dopo la sconfitta della Lega di Smalcalda nel 1547, l'imperatore Carlo V intendeva conquistare la Contea di Montbéliard. Ulrico morì nel 1550. Dopo la Pace di Passavia del 1552 al ducato di Wurttemberg fu concesso di tenere la Contea. Nel 1553 Giorgio divenne conte di Montbéliard fino alla sua morte nel 1558.
Quando nel 1593, il Duca Ludovico del Württemberg, figlio del suo defunto fratello Cristoforo, morì senza un erede maschio, il figlio di Giorgio, Federico ereditò il Ducato del Württemberg.

## Matrimonio e figli
Giorgio sposò nel 1555 la diciannovenne Barbara d'Assia, figlia del Langravio Filippo I d'Assia. La coppia ha avuto tre figli:
- Ulrico (1556-1557), morto di polmonite;
- Federico (19 agosto 1557 - 29 gennaio 1607), successore del cugino Ludovico come Duca di Wurttemberg, sposò Sibilla di Anhalt e ne ebbe quindici figli;
- Eva Cristina (25 ottobre 1558 - 30 marzo 1575), contessina di Mömpelgard, morta prematuramente a Kirchheim unter Teck.

## Ascendenza
|                                     |   |                                | Genitori                     |  |  | Nonni |  |  | Bisnonni                   |  |  | Trisnonni                   |  |
|                                     |   |                                |                              |  |  |       |  |  | Eberardo IV di Württemberg |  |  | Eberardo III di Württemberg |  |
|                                     |   |                                |                              |  |  |       |  |  | Eberardo IV di Württemberg |  |  | Eberardo III di Württemberg |  |
|                                     |   | Antonia Visconti               |                              |  |  |       |  |  | Eberardo IV di Württemberg |  |  |                             |  |
| Ulrico V di Württemberg             |   |                                |                              |  |  |       |  |  | Eberardo IV di Württemberg |  |  |                             |  |
|                                     |   | Enrichetta di Mömpelgard       | Enrico di Orbe               |  |  |       |  |  |                            |  |  |                             |  |
|                                     |   | Enrichetta di Mömpelgard       | Enrico di Orbe               |  |  |       |  |  |                            |  |  |                             |  |
|                                     |   | Enrichetta di Mömpelgard       | Maria di Châtillon-Blaigny   |  |  |       |  |  |                            |  |  |                             |  |
| Enrico di Württemberg               |   | Enrichetta di Mömpelgard       |                              |  |  |       |  |  |                            |  |  |                             |  |
|                                     |   | Enrico XVI di Baviera-Landshut | Federico di Baviera-Landshut |  |  |       |  |  |                            |  |  |                             |  |
|                                     |   | Enrico XVI di Baviera-Landshut | Federico di Baviera-Landshut |  |  |       |  |  |                            |  |  |                             |  |
|                                     |   | Enrico XVI di Baviera-Landshut | Maddalena Visconti           |  |  |       |  |  |                            |  |  |                             |  |
| Elisabetta di Baviera-Landshut      |   | Enrico XVI di Baviera-Landshut |                              |  |  |       |  |  |                            |  |  |                             |  |
|                                     |   | Margherita d'Asburgo           | Alberto IV d'Asburgo         |  |  |       |  |  |                            |  |  |                             |  |
|                                     |   | Margherita d'Asburgo           | Alberto IV d'Asburgo         |  |  |       |  |  |                            |  |  |                             |  |
|                                     |   | Margherita d'Asburgo           | Giovanna Sofia di Baviera    |  |  |       |  |  |                            |  |  |                             |  |
| Giorgio I di Württemberg-Mömpelgard |   | Margherita d'Asburgo           |                              |  |  |       |  |  |                            |  |  |                             |  |
|                                     | … | …                              |                              |  |  |       |  |  |                            |  |  |                             |  |
|                                     | … | …                              |                              |  |  |       |  |  |                            |  |  |                             |  |
|                                     | … | …                              |                              |  |  |       |  |  |                            |  |  |                             |  |
| …                                   | … |                                |                              |  |  |       |  |  |                            |  |  |                             |  |
|                                     |   | …                              | …                            |  |  |       |  |  |                            |  |  |                             |  |
|                                     |   | …                              | …                            |  |  |       |  |  |                            |  |  |                             |  |
|                                     |   | …                              | …                            |  |  |       |  |  |                            |  |  |                             |  |
| Eva di Salm                         |   | …                              |                              |  |  |       |  |  |                            |  |  |                             |  |
|                                     |   | …                              | …                            |  |  |       |  |  |                            |  |  |                             |  |
|                                     |   | …                              | …                            |  |  |       |  |  |                            |  |  |                             |  |
|                                     |   | …                              | …                            |  |  |       |  |  |                            |  |  |                             |  |
| …                                   |   | …                              |                              |  |  |       |  |  |                            |  |  |                             |  |
|                                     |   | …                              | …                            |  |  |       |  |  |                            |  |  |                             |  |
|                                     |   | …                              | …                            |  |  |       |  |  |                            |  |  |                             |  |
|                                     |   | …                              | …                            |  |  |       |  |  |                            |  |  |                             |  |
|                                     |   | …                              |                              |  |  |       |  |  |                            |  |  |                             |  |